# Alessandro Melani
Alessandro Melani (* 4. Februar 1639 in Pistoia; † 3. Oktober 1703 in Rom) war ein italienischer Komponist, Sänger und Kapellmeister des Barock.

## Leben
Alessandro Melani entstammte einer Musikerfamilie aus Pistoia. Seine sechs Brüder wurden allesamt Musiker, darunter waren vier Kastraten, deren berühmtester Atto Melani war. Alessandro begann seine Ausbildung und Laufbahn zwischen 1646 und 1660 als Sänger am Dom von Pistoia. Danach war er Kapellmeister an der Kathedrale von Orvieto (1661) und von Ferrara, bevor er im Juni 1667 seinen ältesten Bruder Jacopo Melani (1623–1676) an der Kathedrale von Pistoia ablöste. Nur wenige Monate danach wurde er Kapellmeister der Papstbasilika Santa Maria Maggiore, der vom kurz zuvor gewählten Papst Clemens IX. bevorzugten Kirche. Ab 1672 war er Kapellmeister an San Luigi dei Francesi, eine Position, die er 26 Jahre lang bekleidete.

## Werk
Melanis Schaffen umfasst sowohl kirchliche wie profane Kompositionen. Vor allem machte sich Melani einen Namen als Opernkomponist; seine Werke gelangten in vielen Städten Italiens, aber auch in Wien, zur Erstaufführung. Zu seinen Kompositionen zählt auch das verlorengegangene Pasticcio La Santa Dimna, figlia del re d'Irlanda (1687). Dessen 1. Akt stammte von Alessandro Melani, während der 2. Akt von Bernardo Pasquini und der 3. Akt von Alessandro Scarlatti komponiert worden sind. Des Weiteren veröffentlichte er drei Sammlungen mit acht- und zehnstimmigen Motetten, außerdem acht Oratorien, die wie die meisten anderen Werke nur als Manuskript erhalten sind.